# 双塘街道 (思南县)
双塘街道，是中华人民共和国贵州省铜仁市思南县下辖的一个街道办事处。
2013年11月7日，贵州省人民政府批复同意撤销思唐镇建制，以原思唐镇桃园社区、双塘社区、山星村、高家洞村、饶家坝村，鹦鹉溪镇黄家湾村、何家寨村、龙家坝村、罗家坝村、覃家坝村、高庄村，大河坝镇四联村等12个村（社区）地域为双塘街道行政区域，街道办事处驻双塘社区。

## 行政区划
双塘街道下辖以下地区：
桃园社区、双塘社区、饶家坝村、高家洞村、三星村、高庄村、覃家坝村、罗家坝村、黄家坝村、何家寨村、龙家坝村和四联村。